# Dosso Dossi

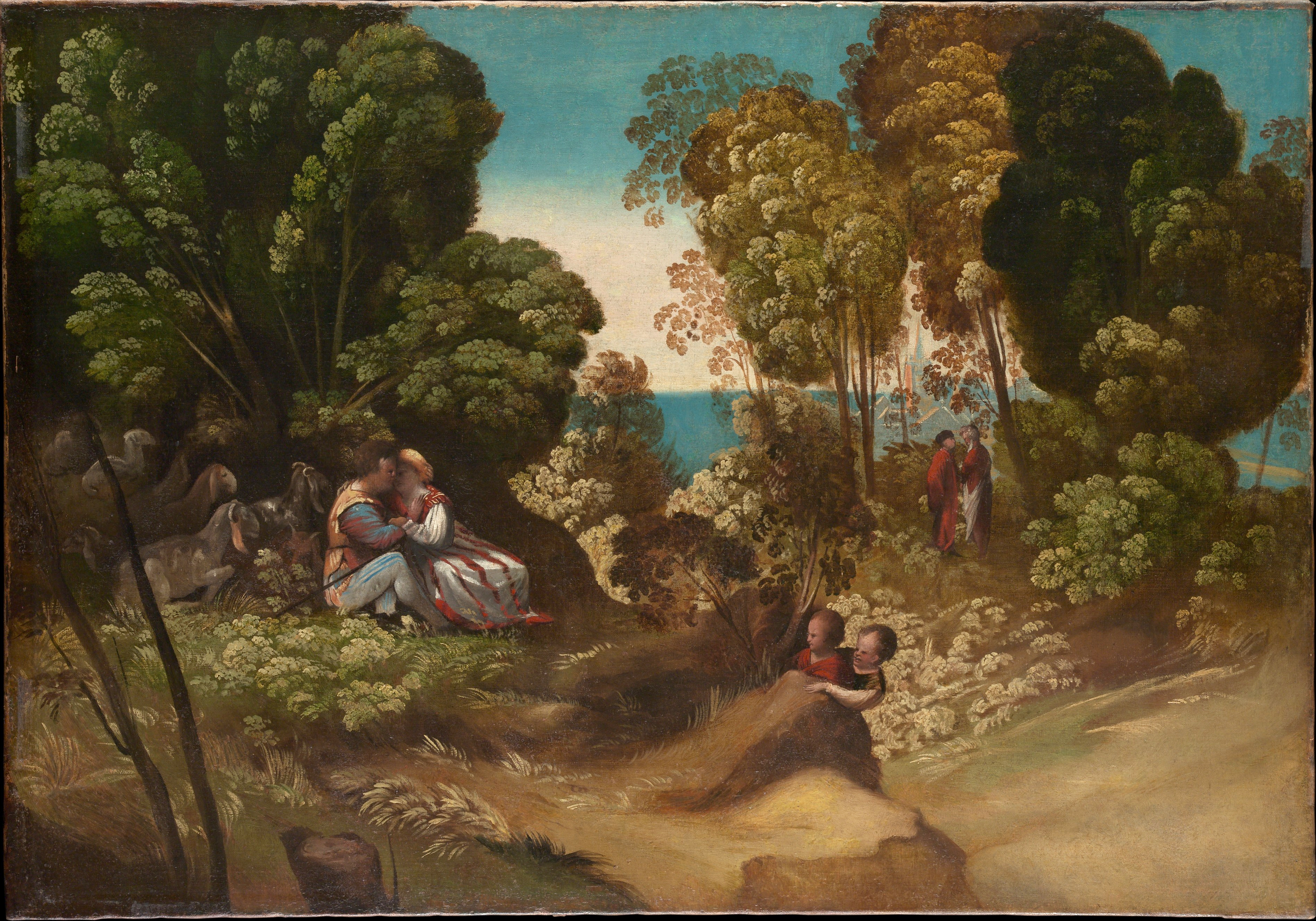
Le tre età dell'uomo

Dosso Dossi, de nom Giovanni di Niccolò de Lutero o Luteri (1490, Màntua – 1542, Ferrara) fou un pintor italià de l'escola de Ferrara. Agafa el seu nom de la vil·la familiar a prop de Màntua, la Vil·la Dossi.
Format al taller de Giorgione, arriba a ser pintor de la cort del duc Alfons I d'Este a Ferrara el 1514. Participa en les activitats de decoració de Giovanni Bellini i de Ticià. Realitza també retaules, entre els quals un grandiós políptic conservat a la pinacoteca nacional de Ferrara.Inspirat per l'art venecià, Dosso Dossi és considerat com el principal representant de l'escola ferraresa, el que arribaria a ser Ludovico Ariosto en literatura. El 1531, el cardenal Bernardo Cles crida Dosso Dossi i el seu germà Battista a Trento. Els confia la decoració del Magno Palazzo, el Palau que acaba de fer construir al costat de l'antiga fortalesa, el Castelvecchio. Battista decora un passadís de frescos representant els Déus d'Olimp, Dosso pinta sobre el plafó de la Sala Gran «putti frívols davant núvols sobre fons de cel blau.»

## Obres

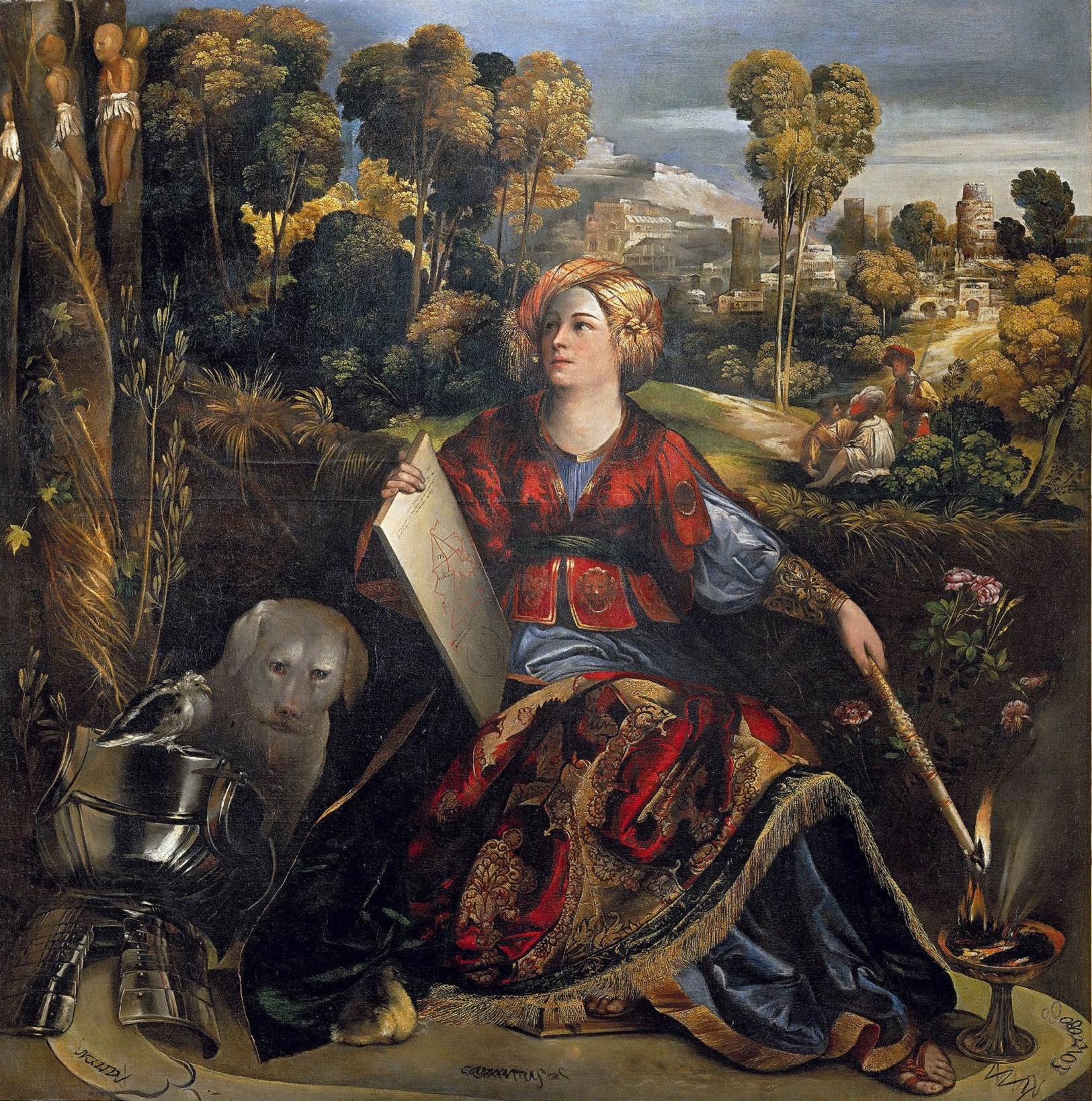
La maga Circe (c.1520, Roma)

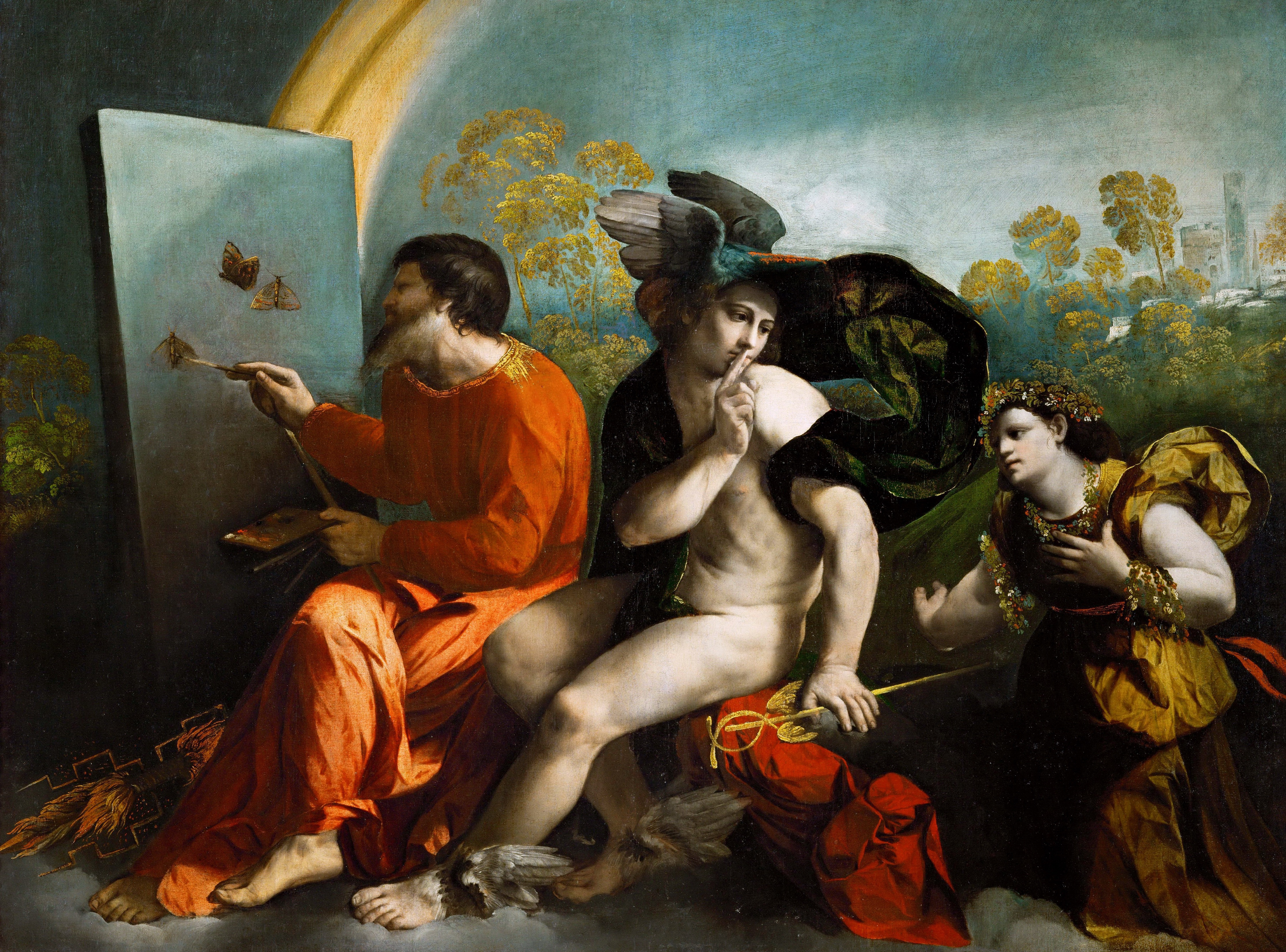
Giove pittore di farfalle, Mercurio e la Virtù, (1522-24, Viena)

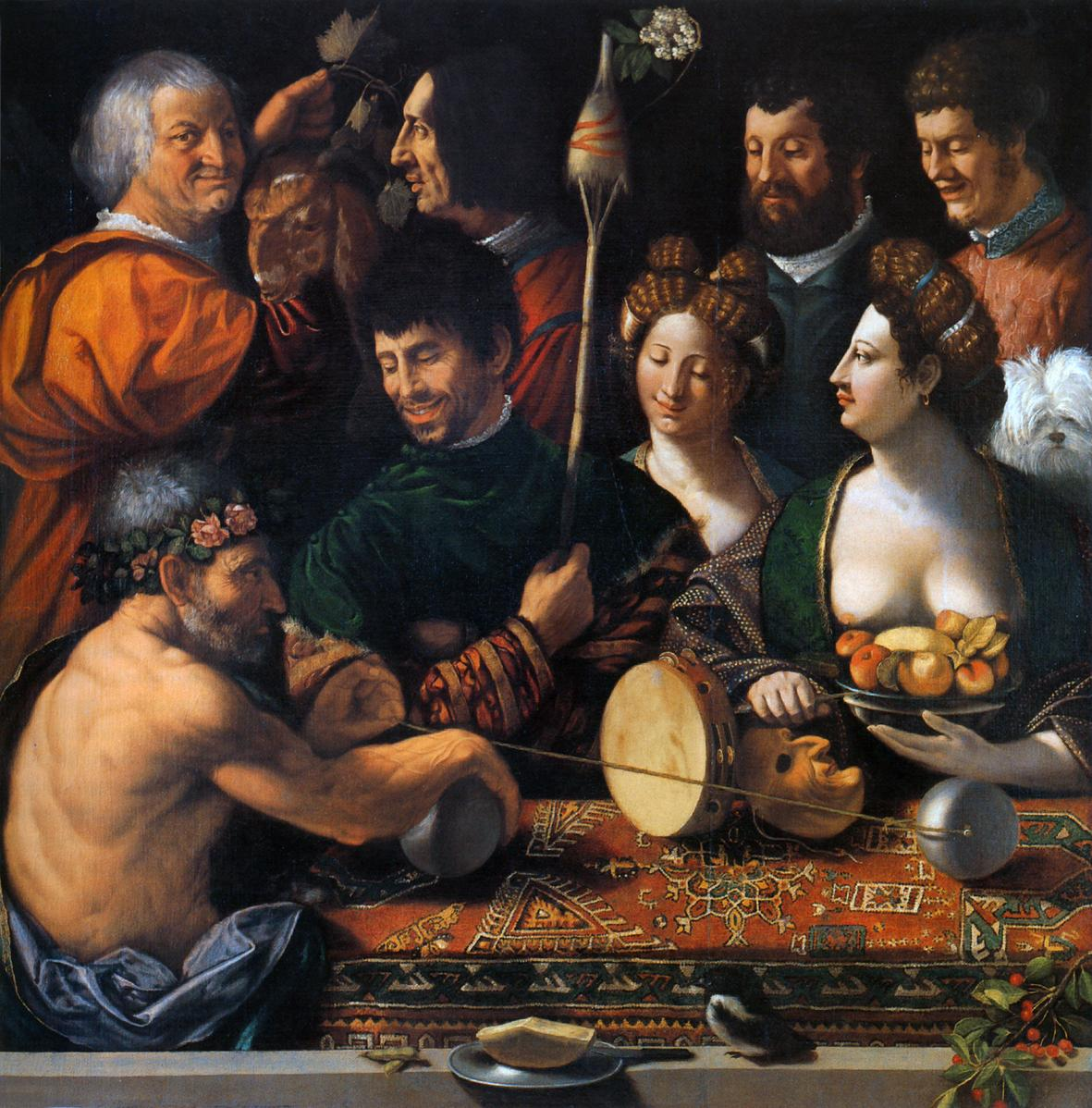
Stregoneria (c. 1535, Florència)

- Gige e Candaule, 1508-1510, oli sobre tela, 41 x 54 cm, Roma, Galeria Borghese.
- Madonna col Bambino e santi, c. 1510, oli sobre taula, 49,5 x 73,5 cm, Nàpols, Gallerie Nazionali di Capodimonte.
- San Giorgio, 1513-1515 ca, oli sobre taula, 27 x 24 cm, Los Angeles, J. Paul Getty Museum.
- Circe e i sobreoi amanti in un paesaggio, 1514-1516, 100,8 x 136 cm, oli sobre tela, Washington, National Gallery of Art.
- Le tre età dell'uomo, c.1515, oli sobre tela, 77,5 x 111,8 cm, Nova York, Metropolitan Museum of Art.
- Il litigio (la Zuffa), 1515-1516, oli sobre taula en forma de romb, 107 x 95 cm, Venècia, Collezione Vittorio Cini.
- Giove pittore di farfalle, Mercurio e la Virtù, 1515-1518, oli sobre tela, 111,3 x 150 cm, Viena, Kunsthistorisches Museum.
- Sibilla, 1516-1520, oli sobre tela, 68,5 x 64 cm, Sant Petersburg, Ermitage.
- Compianto sobre Cristo morto, c. 1517, oli sobre taula, 36,5 x 30,5 cm, Londres, National Gallery.
- Adorazione del Bambino, c. 1519, oli sobre taula, 50 x 32 cm, Roma, Galeria Borghese.
- Enea e Acate sobrella costa Libica, c. 1520, oli sobre tela, 58,7 x 87,6 cm, Washington D.C., National Gallery of Art.
- La maga Circe (o Melissa), c. 1520, oli sobre tela, 176 x 174 cm, Roma, Galeria Borghese.
- La Vergine col Bambino appare ai santi Giovanni Battista e Giovanni Evangelista, c.1520, oli sobre taula transferit sobre tela, 153 x 114 cm, Florència, Galleria degli Uffizi.
- Riposo durante la fuga in Egitto, c. 1520, tempera sobre taula, 52 x 42,5 cm, Florència, Galleria degli Uffizi.
- Santa Lucrezia, c. 1520, oli sobre taula, 53 x 41 cm, Washington D.C., National Gallery of Art.
- Scena mitologica (Pan e Eco), c. 1524, oli sobre tela, 64 x 57 cm, Los Angeles, J. Paul Getty Museum.
- Due amanti, c. 1524, oli sobre taula, 55 x 75,5 cm, Londres, National Gallery.
- Bacco, c. 1524, oli sobre tela, 93 x 75 cm, Col·lecció privada.
- Apollo e Dafne, c. 1525, oli sobre tela, 191 x 116 cm, Roma, Galeria Borghese.
- Madonna con Bambino, c. 1525, oli sobre tela, 35 x 28 cm, Roma, Galeria Borghese.
- Martirio di santo Stefano, c. 1525, oli sobre tela, 80 x 90 cm, Madrid, Museo Thyssen-Bornemisza.
- San Giovanni e san Bartolomeo con donatori, 1527, oli sobre taula, 248 x 162 cm, Roma, Galleria Nazionale di Arte Antica.
- Sacra Famiglia, c. 1527-1528, oli sobre tela, 236 x 171 cm, Roma, Pinacoteca Capitolina.
- Sacra Famiglia con sant'Anna, c. 1527-1528, oli sobre tela, 169,7 x 172,7cm, Palau de Hampton Court, Royal Collection.
- Diana e Callisto, c. 1528, oli sobre tela, 49 x 61 cm, Roma, Galeria Borghese.
- Ritratto di un guerriero, c. 1530, oli sobre tela, 86 x 72 cm, Florència, Galleria degli Uffizi.
- Allegoria della Fortezza, c. 1530, oli sobre tela, 70 x 85 cm, Los Angeles, J. Paul Getty Museum.
- San Giuliano, c. 1530-1535, oli sobre tela, 84,5 x 73,2 cm, Palau de Hampton Court, Royal Collection.
- Adorazione dei Magi, c. 1530-1542, oli sobre taula, 85,6 x 108,4 cm, Londres, National Gallery.
- I santi Cosma e Damiano con devoti, 1534-1542, oli sobre tela, 225 x 157 cm, Roma, Galeria Borghese.
- Stregoneria (Allegoria di Ercole), c. 1535, oli sobre tela, 143 x 144 cm, Florència, Galleria degli Uffizi.